# دیوید وین
دیوید وین (انگلیسی: David Wayne؛ ۳۰ ژانویهٔ ۱۹۱۴ – ۹ فوریهٔ ۱۹۹۵) هنرپیشه اهل ایالات متحده آمریکا بود. وی بین سال‌های ۱۹۳۸ تا ۱۹۹۴ میلادی فعالیت می‌کرد. از فیلم‌هایی که وی در آن نقش داشته است می‌توان به دنده آدام، صفحه اول و جاذبه آندرومدا اشاره کرد.